# Папа бар Аггай
Па́па (сир. ܦܦܐ), Папа бар Аггай (сир. ܦܦܐ ܒܪ ܥܓܝ) — епископ Селевкии-Ктесифона в конце III—начале IV века, при котором его кафедра фактически стала главной в иерархии Церкви Востока в Сасанидской империи. Мар Папа стал первым епископом в среде персидских христиан, принявшим титул католикоса Востока. Возвышение епископа Селевкии-Ктесифона, очевидно, сопровождалось конфликтами и враждой. Около 315 года противникам Мар Папы удалось сместить его с кафедры Селевкии-Ктесифона. Папа обратился к «западным отцам» (т. е. к епископам Восточной Римской империи) с апелляцией. Судьба этой апелляции неизвестна, однако в соответствии с деяниями собора 424 года Папа был восстановлен в статусе католикоса. Упоминание в источниках о частичном параличе в последние годы жизни (якобы после удара по Евангелию), могут свидетельствовать (при условии правдивости сведений) о перенесённом инсульте.

## Сведения о биографии
Точные годы епископства Мар Папы неизвестны и данные исследователей разнятся. В научной литературе называются периоды от около 280 года до 329 года, от 285 года до 326/327 года, от 285/291 года до 327 года. Примерно в 315 году Мар Папа заявил о первенстве своего престола над другими епископатами Месопотамии и Персии. Возвышение епископа Селевкии-Ктесифона (ставшей зимней столицей Сасанидов) было, очевидно, окружено конфликтами и враждой. Источники упоминают, что многие епископы Персии, в особенности епископы Фарса имели автономное существование. Опираясь на поддержку Сады, епископа Эдессы, Папа принял титул католикоса Востока. Таким образом, при условии истинности свидетельства источников, патриархат на Востоке возник до Первого Никейского собора (325), когда впервые был признан авторитет кафедр Рима, Александрии и Антиохии. У Бар Эбрея имеется свидетельство об участии Мар Папы в Первом Вселенском соборе, которое не имеет доказательств и не подтверждается в других источниках.
В соответствии с источниками, лидером противников Папы стал епископ Суз Милий (принявший мученическую смерть в 345 году). В результате собора (предположительно, созванного в 315 году (по другим данным в 313/314 году)) противники Мар Папы низложили его, а кафедру Селевкии-Ктесифона занял его архидиакон Шимун бар Саббай. 
Согласно «Мученичеству Милия» Мар Папа являлся гордым человеком, высокомерно относившимся к другим епископам. На соборе Милий публично обратился к предстоятелю с упрёками. На это Папа ответил, что Милий не имеет права учить его. Тогда Милий положил перед Папой Евангелие и сказал, что он может прочесть там те же слова. Рассерженный Папа скинул книгу на землю, а Милий предрёк Папе скорое наказание за его поступок. Тотчас половина тела Папы онемела, его перекосило набок, и в таком состоянии он прожил ещё 12 лет. Упоминание о частичном параличе в последние годы жизни, могут свидетельствовать (при условии правдивости сведений) о перенесённом инсульте.
Папа обратился к «западным отцам» (т. е. к епископам Восточной Римской империи) с апелляцией. Судьба этой апелляции неизвестна, но, несомненно, Папа был восстановлен на своей кафедре (как это видно из актов собора 424 года католикоса Мар Дадишо), а Шимун бар Саббай вернулся к своей прежней должности архидиакона. После смерти Папы в 326/327 году его преемником стал архидиакон Шимун бар Саббай.

## Сочинения
Сохранилась переписка (8 писем) Мар Папы с «западными отцами». Исследователи не считают принадлежащей её Мар Папе. По всей видимости, эти письма были написаны значительно позже IV века и, по крайней мере частично, принадлежат католикосу-патриарху Церкви Востока Мар Йосепу (VI век). В 1894 году немецкий теолог Оскар Браун опубликовал перевод всех посланий на немецкий язык.

### Сочинения
На немецком языке
- Oscar Braun. Der Briefwechsel des Katholikos Papa von Seleucia :  [нем.] // Zeitschrift für katholische Theologie. — 1894. — Vol. 18. — P. 546—565.